# خوسيه لوبيز دومينغيز
خوسيه لوبيز دومينغيز هو عسكري وسياسي إسباني، ولد في 29 نوفمبر 1829 في مربلة في إسبانيا، وتوفي في 17 أكتوبر 1911 في مدريد في إسبانيا. نشط حزبياً في الاتحاد الليبرالي. وقد انتخب عضو مجلس الشيوخ الإسباني ‏ وانتخب عضو مجلس النواب الإسباني ‏ وانتخب وزير.